# Qiu Anxiong
Qiu Anxiong (chinesisch 邱黯雄) (* 1972 in Chengdu, in der Provinz Sichuan) ist ein chinesischer Künstler.
Er studierte an der Sichuan Academy of Art in Chongqing und schloss sein Studium 1994 ab. Danach studierte er bis 2003 an der Kunsthochschule Kassel. Er lebt in Shanghai und unterrichtet dort an der Shanghai Normal University.
Im deutschsprachigen Raum wurde Qiu Anxiong besonders durch seine Installation Staring to Amnesia bekannt, die er 2008 auf der Kunstmesse Art Basel zeigte. Seine Werke kreisen oft um den Themenkomplex Geschichte, Gedächtnis und Erinnerung.
2014 war er Artist in Residence in der Villa Sträuli in Winterthur.